# Musaranya bicolor
La musaranya bicolor (Crocidura leucodon) és una espècie de mamífer de la família de les musaranyes que viu a Europa, l'Iran, l'Iraq, Israel, Palestina, l'Azerbaidjan, el Líban, Síria i Turquia.